# Старі Шарашлі
Старі Шарашли́ (рос. Старые Шарашлы, башк. Иҫке Шәрәшле) — село у складі Бакалинського району Башкортостану, Росія. Адміністративний центр Старошарашлинської сільської ради.
Населення — 410 осіб (2010; 463 2002).
Національний склад:
- росіяни — 39 %
- кряшени — 39 %